# Río Urushten
El río Urushten (Уруштен, que significa en el idioma local, "río Negro") es un río de la Rusia europea meridional (raión de Mostovskói del krai de Krasnodar), en el Cáucaso Norte, afluente por la izquierda del río Málaya Labá. 

## Curso
El río nace en la vertiente norte del puerto de Pseashjo, en la Reserva de la Biosfera del Cáucaso, 14 km al nordeste de Estosadok. En su curso de alrededor de 46 km, sigue dirección norte-nordeste predominantemente, trazando en su curso medio-bajo una pronunciada curva que se cierra hacia el sureste. No hay poblaciones en sus orillas. Desemboca en el Málaya Labá a la altura del puesto forestal Chornorechye. Discurre por un cañón con rápidos cubierto de densa masa forestal.
Tiene importancia para el turismo de agua (ráfting, etc.).